# Michael Ensign
Michael Ensign est un acteur américain né le 13 février 1944 à Safford (Arizona).

## Filmographie

### Cinéma
- 1978 : Midnight Express : Stanley Daniels
- 1981 : Victor la gaffe : L'assistant
- 1982 : Six Weeks : Le chorégraphe
- 1982 : The Wall : Le gérant de l'hôtel
- 1982 : Kiss Me Goodbye : Billy
- 1983 : Wargames : L'assistant de Beringer
- 1984 : La Nuit des juges : Le juge Kirkland
- 1984 : SOS Fantômes : Le gérant de l'hôtel
- 1984 : Solo pour deux : M. Mifflin
- 1985 : Maxie : Le directeur du Cleopâtre
- 1986 : House : Chet Parker
- 1988 : Parle à mon psy, ma tête est malade : Hendricks
- 1988 : Plein Pot (License to Drive) de Greg Beeman : Le prof d'école
- 1991 : Chienne de vie : Knowles
- 1993 : Quand l'esprit vient aux femmes : Phillipe
- 1995 : Les Démons du maïs 3 : Les Moissons de la Terreur : Le père Frank Nolan
- 1995 : Miss Shumway jette un sort : Le casseur de sort
- 1997 : Titanic : Benjamin Guggenheim
- 2001 : Sex Academy : Le père O'Flannagan
- 2002 : Confessions d'un homme dangereux : Simon Oliver
- 2003 : Bronx à Bel Air : Daniel Barnes
- 2003 : Bye Bye Love : J.R.
- 2003 : Pur Sang, la légende de Seabiscuit : Le propriétaire de Steamer
- 2012 : Cinq ans de réflexion : Grand-père Harold

### Télévision
- 1984 : L'Agence tous risques : Cartel Leader (saison 2 épisode 21)
- 1984 : Shérif, fais-moi peur (The Dukes of Hazzard) (série TV) (saison 6, épisodes 16 et 17 "La mafia est dans la course") : Bender
- 1987 : MacGyver (saison 2, épisode 13 "Bienvenue à l'ouest") : Derek Thompson
- 1989 : MacGyver (saison 5, épisodes 1 et 2 "La légende de la Rose Sacrée") : Professeur Wycliff
- 1994: Perry Mason: Echec à la dame.
- 2004 à 2008 : Boston Justice (10 épisodes) : le juge Paul Resnick
- 2004 : Monk : Monk et Madame (saison 2, épisodes 15) : Raymond Toliver
- 2005 : Alias : Haute Voltige (saison 4, épisodes 15) : Vogel
- 2008 : Cold Case : Affaires classées : À la folie (saison 5, épisodes 17) : Bruce Davies, 2008
- 2012 : L'Agence Cupidon : Louis, chef de rang
- 2014 : NCIS : Enquêtes spéciales : La Main au collet (saison 12, épisodes 4) : Docteur Ishmael Havana